# Zoran Grubić
Zoran Grubić je bio hrvatski nogometaš.
Igrao je za RNK Split tijekom 1950-ih godina. U prvoj Splitovoj prvoligaškoj sezoni odigrao je tri utakmice.